# John Ebenezer Samuel de Graft-Hayford

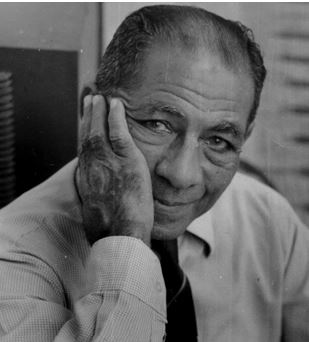
John Ebenezer Samuel de Graft-Hayford 1961

John Ebenezer Samuel de Graft-Hayford (* 1912 in Großbritannien; † 2002; auch: J. E. S. de Graft-Hayford, Johnnie de Graft-Hayford oder DeGraft-Hayford oder de Graft Hayford) war ein Boxer (bekannt als Chocolate Kid) und erster ghanaischer Chief of Air Staff in Ghana. De Graft-Hayford war der erste Schwarze in einer leitenden Position einer nationalen Luftwaffe südlich der Sahara. In späteren Jahren war er politisch und sozial engagiert. 
De Graft-Hayford wurde 1912 in Großbritannien als Sohn eines ghanaischen Vaters aus dem Volk der Fanti geboren. 1914 kehrten die Eltern nach Ghana zurück und de Graft-Hayford erhielt in Ghana seine Schulbildung. 

## Boxer
Seine Karriere als Boxer begann in der Weltergewichtsklasse in den 1930er Jahren. De Graft-Hayford wurde später im Mittelgewicht ghanaischer Boxmeister und Westafrikameister. Im Jahr 1941 zog er sich ungeschlagen aus dem Profiboxsport zurück. In späteren Jahren wurde er Vizepräsident der Afrikanischen Boxer Vereinigung (African Boxing Union, ABU) und Mitglied des Weltverbandes des Boxsportes (World Boxing Council, WBC). 

## Militärkarriere
De Graft-Hayford wurde der dritte Schwarze, der 1946 bei den britischen Streitkräften in den Rang eines Leutnants erhoben wurde. Er blieb bis 1948 im Dienst der britischen Armee. Mit dieser militärischen Ausbildung wurde er 1960 von Präsident Kwame Nkrumah nach Ghana eingeladen, um Kommandant des ersten Infanteriebataillons zu werden. Diesen Posten nahm de Graft-Hayford an und organisierte den Aufbau der ghanaischen Luftwaffe. Er folgte John Nicholas Haworth Whitworth, der in der britischen Armee seinen Dienst als Chief of Defence Staff in der britischen Kolonie Goldküste tat, im Amt und wurde Chief of Air Staff der Luftwaffe Ghanas. 
1962 wurde auf Betreiben von Präsident Kwame Nkrumah die Nationale Flugschule unter dem Kommando von de Graft-Hayford gegründet. Als Fluglehrerin wurde Hanna Reitsch erfolgreich angeworben. Im gleichen Jahr wurde de Graft-Hayford in den mit einem Brigadegeneral der Armee vergleichbaren Rang eines Air Commodore erhoben. Im Jahr 1965 trat er aus dem aktiven Militärdienst zurück. Sein Amtsnachfolger wurde Michael Otu.